# Martin Buschmann (Musiker)
Martin Buschmann (* 25. März 1955 in Dortmund) ist ein deutscher Musiker, Komponist, Schlagzeuger und Mitbegründer des Vereins für Steeldrumkultur Pankultur in Dortmund.

## Geschichte
Martin Buschmann wurde als Sohn des Dortmunder Komponisten und Jazzmusikers Glen Buschmann 1955 in Dortmund geboren. Die musikalische Ausbildung für Saxophon und Klavier erfolgte am Konservatorium Dortmund, beim Luftwaffenmusikkorps Münster und dem JugendJazzOrchester NRW. Anschließend spielte er in diversen Bands der Krautrock-Ära und beim Theater Dortmund.
Mit dem Beginn des Steeldrum-Baus und der Steeldrum-Kultur in Dortmund 1979 unter der Leitung von Eckard Schulz (ECS-Steeldrums) lernte er das Steeldrum-Spiel und integrierte das neue Instrument bei der Folkrockband Cochise. 1985 reiste er mit Trecker und Bauwagen von Dortmund über Luxemburg und Frankreich
nach Spanien. 1995 gründete er in Dortmund mit dem Musiker Jürgen Lesker und dem Steeldrumbauer Eckhard Schulz den Steeldrumverein Pankultur e.V. In den 1990er Jahren nahm er teil an Konzerttourneen in Europa, Asien und Lateinamerika mit dem JugendJazzOrchester NRW, der Band „Los Tranquilos“ und dem „Bäng Bäng Steeldrum Orchester“.
1999 war er beteiligt bei der Gründung der Organisation „Steelpan European“, die 2000 das erste Europäische Steelpanfestival in Paris organisierte. Martin Buschmann ist Mitglied der „Nostalgia Steelband“ aus London, der ältesten Steelband Englands. 2001 eröffnete das „Bäng Bäng Steeldrum Orchester“ mit einer Auftragskomposition von Jürgen Lesker und Martin Buschmann das Theaterfestival Ruhr auf der Zeche Zollverein in Essen. 12 Europäische Steeldrum-Orchester nahmen 2002 am 2. Europäischen Steelpanfestival in Sète, Südfrankreich, teil. Die Komposition von Martin Buschmann und Jürgen Lesker, vorgetragen vom „Bäng Bäng Steeldrum Orchester“, belegt einen fünften Platz.

## Diskografie
- Zoppo Trump (1971–76, Förderturm Records, 2009 Garden of Delights)
- Cochise: „Wir werden leben“ (1981, Folk Freak)
- Cochise: „Unter Geiern“ (1982, Wundertüte)
- Jugend Jazz Orchester NRW: „Turning Around“ (1992, JJO)
- Glen Buschmann Trio: „Memories of you“ (1995, Harenberg)
- Dietmar Hippler Ensemble: „Genieß das Rauschen“ (1995, LichthausMusik)
- Gee Fresh: „No Cry,Just Music“: (1997, Tieftöner Musik)
- Los Tranquilos: „Die hohe Kunst der Langsamkeit“ (1997, Eivissa)
- Dortmunder Saxophonquartett & Gäste: „Multi Colore“ (1998, Subtone)
- Los Tranquilos: „Horns of India“ (1999, Eivissa)
- Bäng Bäng Steeldrum Orchester: „Golden River“ (1999, pan music)
- Los Tranquilos: „Jazz to take away“ (2003, Eivissa)
- Bäng Bäng Steeldrum Orchester „Bäng Bäng Live“ (2003, Funtastic Hits)
- Salon 4b: „Sueño Azul“ (2015, Alive)